# Regional Rugby Championship 2007-2008
La Regional Rugby Championship 2007-08 fu la 1ª edizione della Regional Rugby Championship, competizione per club di rugby a 15 internazionale.
Il torneo fu vinto dal Nada nella finale serbo-croata contro il Rad.

## Squadre partecipanti
Furono selezionate 11 squadre di 5 nazioni in base al loro ranking della stagione precedente.
| Squadra                             | Nazione              |
| ----------------------------------- | -------------------- |
| Battai Bulldogok RC Százhalombatta  | Ungheria             |
| Stella Rossa                        | Serbia               |
| Esztergomi Vitezek Suzuki Rugby AFC | Ungheria             |
| Kecskeméti Atlétika és Rugby Club   | Ungheria             |
| Makarska Rivijera                   | Croazia              |
| Rad                                 | Serbia               |
| Nada                                | Croazia              |
| Čelik                               | Bosnia ed Erzegovina |
| Lubiana                             | Slovenia             |
| Zagabria                            | Croazia              |
| Dorćol                              | Serbia               |

## Finale
| Spalato 7 giugno 2008 | Nada          | 47 – 8 | Rad | Stadio Stari Plac (150 spett.)\| Arbitro: \| Fabio Rannali \| |
| Arbitro:              | Fabio Rannali |        |     |                                                               |

## Classifica finale
| Pos. | Squadra                             | Città          | Nazione              |
| ---- | ----------------------------------- | -------------- | -------------------- |
| 1.   | Nada                                | Spalato        | Croazia              |
| 2.   | Rad                                 | Belgrado       | Serbia               |
| 3.   | Lubiana                             | Lubiana        | Slovenia             |
| 4.   | Esztergomi Vitezek Suzuki Rugby AFC | Esztergom      | Ungheria             |
| 5.   | Stella Rossa                        | Belgrado       | Serbia               |
| 6.   | Zagabria                            | Zagabria       | Croazia              |
| 7.   | Čelik                               | Zenica         | Bosnia ed Erzegovina |
| 8.   | Makarska Rivijera                   | Macarsca       | Croazia              |
| 9.   | Battai Bulldogok RC Százhalombatta  | Százhalombatta | Ungheria             |
| 10.  | Dorćol                              | Belgrado       | Serbia               |
| 11.  | Kecskeméti Atlétika és Rugby Club   | Kecskemét      | Ungheria             |